# Mick Jones (Foreigner)
Leslie Michael "Mick" Jones va néixer el 27 de desembre de 1944 és un guitarrista anglès, compositor i productor musical més conegut com el membre fundador de la banda Foreigner.
Des dels seus inicis el guitarrista britànic Mick Jones ha estat el cap del grup. Jones va començar tocant amb "Nero and the Gladiators", per a després ser guitarrista de sessió apareixent en discos de George Harrison i Peter Frampton.
A mitjans dels anys setanta Jones s'havia mudat a Nova York on va tocar amb els Leslie West Band, a més de ser músic de suport per a una discogràfica. No obstant això, la direcció de la seva carrera i el tipus de música que estava fent no li omplien. Per això va començar a buscar la manera d'armar un grup que combinés elements del rock, del progressiu, del R & B i del pop dins d'un estil sòlid i coherent.
El 1976 durant una sessió d'enregistrament conèixer l'anglès Ian McDonald (Ex King Crimson) que tocava el sax. Al seu costat, al bateria anglès Dennis Elliot i als músics nord-americans En Al Greenwood en el teclat, el baixista Ed Gagliardi i el cantant Lou Gramm va formar "Foreigner", a més de signar un contracte amb Atlantic Records.
Actualment està dedicat a la seva carrera com a solista.